# Tirage (signe clinique)
Pour les articles homonymes, voir tirage.

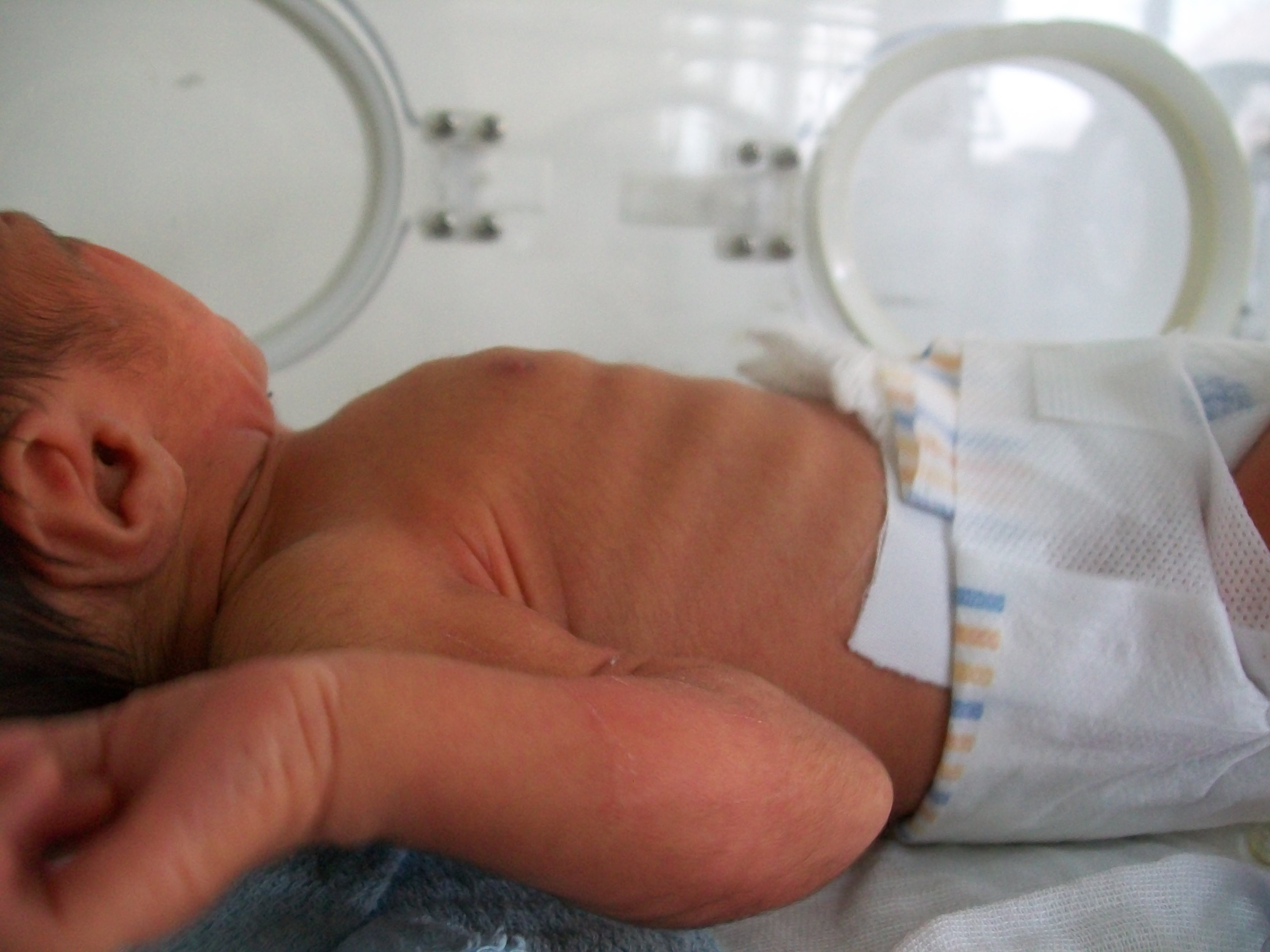
Tirage intercostal chez un nouveau-né, signe de détresse respiratoire

En médecine, le tirage est un phénomène dans lequel les tissus mous de la cage thoracique sont « aspirés » vers l'intérieur de celle-ci lors de l'inspiration. On l’observe chez les patients atteints d'une pathologie respiratoire ; c’est un signe d'augmentation importante du travail respiratoire. Il s'explique par les fortes pressions négatives que produit un patient qui respire contre de fortes résistances. Le tirage a une valeur localisatrice du siège de l'obstruction : sus-sternal, intercostal, sous-sternal.
On peut l'observer :
- dans les espaces intercostaux,
- au-dessus des clavicules,
- sous les côtes,
- sous l'os xiphoïde,
- dans la fourchette sternale.

Le terme est parfois utilisé à tort pour désigner en général les signes de travail respiratoire augmenté, dont l'utilisation des muscles accessoires de la respiration et la respiration paradoxale.